# Ligne 3 du métro de Saint-Pétersbourg
Pour les articles homonymes, voir Ligne 3.
La ligne 3 du métro de Saint-Pétersbourg, dite aussi ligne Nevsko-Vassileostrovskaïa (en russe : Не́вско-Василеостро́вская ли́ния) ou la ligne verte, est l'une des cinq lignes du réseau métropolitain de Saint-Pétersbourg, en Russie.

## Situation sur le réseau
La ligne traverse Saint-Pétersbourg dans une direction nord-ouest/sud-est. Elle mesure 27,5 km au total.

## Historique

### Chronologie
- 3 novembre 1967 : inauguration du tronçon Vasileostrovskaïa - Plochtchad Alexandra Nevskogo 1 (6,7 km)
- 25 décembre 1970 : extension de Plochtchad Alexandra Nevskogo 1 à Lomonosovskaïa (5,8 km)
- 29 septembre 1979 : extension de Vasileostrovskaïa à Primorskaïa (2,2 km)
- 10 juillet 1981 : extension de Lomonosovskaïa à Oboukhovo (4,3 km)
- 28 décembre 1984 : extension de Oboukhovo à Rybatskoïe (3,6 km)
- 1986 : construction du dépôt Nevskoïe au-delà de Rybatskoïe (1,1 km)
- 2018 : extension de Primorskaïa à Begovaïa (5,1 km)

## Caractéristiques

### Ligne
La ligne traverse Saint-Pétersbourg dans une direction nord-sud. Elle est longue de 27,5 km.

### Stations
Du nord-ouest au sud-est, la ligne 3 comprend les 12 stations suivantes :
|  |   |  | Station                         | Raïon            | Correspondance                                                     |
|  | - |  | ------------------------------- | ---------------- | ------------------------------------------------------------------ |
|  | • |  | Begovaïa                        | Primorski        |                                                                    |
|  | • |  | Zenit                           | Petrograd        |                                                                    |
|  | • |  | Primorskaïa                     | Île Vassilievski |                                                                    |
|  | • |  | Vassileostrovskaïa              | Île Vassilievski |                                                                    |
|  | o |  | Gostiny Dvor                    | Central          | via Nevski prospekt                                                |
|  | o |  | Maïakovskaïa                    | Central          | via Plochtchad Vosstania                                           |
|  | o |  | Plochtchad Alexandra Nevskogo 1 | Central          | via Plochtchad Alexandra Nevskogo 2                                |
|  | • |  | Ielizarovskaïa                  | la Neva          |                                                                    |
|  | • |  | Lomonossovskaïa                 | la Neva          |                                                                    |
|  | • |  | Proletarskaïa                   | la Neva          |                                                                    |
|  | • |  | Oboukhovo                       | la Neva          | Trains de banlieue via la gare d'Oboukhovo (ru)                    |
|  | • |  | Rybatskoïe                      | la Neva          | Trains de banlieue via la gare de Rybatskoïe (ru) Tramway 24 et 27 |